# رازگراد
رازگراد مرکز استان رازگراد در کشور بلغارستان